# Adil Taoui
Adil Taoui (* 10. August 2001 in Limoges) ist ein französischer Fußballspieler.

## Karriere

### Verein
Taoui begann seine Karriere bei der AS Saint-Louis. Zur Saison 2009/10 wechselte er zu JA d’Isle. Zur Saison 2014/15 schloss er sich dem FC Limoges an. Zur Saison 2015/16 wechselte er zum FC Toulouse. Bei Toulouse rückte er zur Saison 2018/19 in den Kader der Reserve. In seiner ersten Saison kam er für diese zu zehn Einsätzen in der National 3. Im Oktober 2019 stand er erstmals im Kader der Profis. Sein Profidebüt in der Ligue 1 folgte dann im Februar 2020 gegen Racing Straßburg. Bis zum COVID-bedingten Saisonabbruch kam er 2019/20 zu zwei Profieinsätzen und zehn für die Reserve. Mit Toulouse stieg er aus der Ligue 1 ab.
Nach einem Einsatz in der Hinrunde der Saison 2020/21 in der Ligue 2 löste er seinen Vertrag im Januar 2021 in Toulouse auf. Nach einem Halbjahr ohne Klub wechselte der Stürmer zur Saison 2021/22 zum Ligakonkurrenten SC Bastia. Für Bastia absolvierte er zwölf Partien in der Ligue 2, ehe er das Team nach der Saison 2021/22 wieder verließ. Nach erneut mehreren Monaten ohne Klub wechselte Taoui im Oktober 2022 nach Österreich zu den drittklassigen Amateuren des LASK. Im Januar 2023 rückte er dann in den Bundesligakader der Linzer. Für den LASK kam er insgesamt zu 26 Einsätzen in der Bundesliga, in denen er zweimal traf. Im Juli 2025 wurde sein Vertrag aufgelöst.

### Nationalmannschaft
Taoui spielte zwischen 2016 und 2019 insgesamt elfmal für französische Jugendnationalauswahlen.